# التدخل بقيادة الولايات المتحدة في العراق (2014–2021)
بدأت العمليات الحربية لقوات التحالف الدولي في العراق يوم 15 حزيران 2014 عندما أمر الرئيس الأمريكي باراك أوباما بإرسال قوات عسكرية إلى منطقة الشرق الأوسط في الرد على الهجوم الذي شنته داعش على العراق، واستنادا إلى طلب الحكومة العراقية بإرسال قوات أمريكية لمساعدة القوات العراقية في مواجهة الخطر الذي يمثلهُ تنظيم داعش على العراق.
في بداية شهر آب/ أغسطس 2014 هاجم تنظيم داعش المناطق المتنازعة عليها والمسيطر عليها من قبل قوات البيشمركة الكردية، وأستولى على عدة مدن في شمالي العراق، والقريبة من كردستان العراق. بناء على ذلك بدأت الولايات المتحدة تزويد قوات البيشمركة الكردية بالسلاح في 5 أب /أغسطس، وفي 7 أب/ أغسطس بدأت الولايات المتحدة بالقاء المساعدات الإنسانية على المدنيين اللاجئين على جبل سنجار خوفاً من تقدم داعش. وفي اليوم التالي 8 اب / أغسطس بدأت قوات التحالف بقصف جوي على مواقع تنظيم داعش في العراق.
ولقد كانت هذه الضربات الجوية قد تمت بمشاركة قوات البيشمركة الكردية، والقوات المسلحة العراقية، وقوات التحالف من دول فرنسا، والمملكة المتحدة، وبلجيكا وهولندا. كما شاركت العديد من الدول الأخرى بإرسال المساعدات العسكرية إلى الأكراد أو المساعدات الإنسانية إلى شمال العراق.

## المراقبة والمشورة العسكرية الأمريكية للعراق
منذ عام 2013 قامت الولايات المتحدة بإرسال طائرات إستطلاع بدون طيار للتحليق فوق الأجواء العراقية لأجل جمع المعلومات عن المسلحين.
ولقد أمر الرئيس باراك اوباما بإرسال عشرات الجنود إلى العراق حسب طلب الحكومة العراقية من الولايات المتحدة للمساعدة في دعم القوات العراقية. أبتدائاً من 26 حزيران/يونيو 2014 بدأت الولايات المتحدة بتسير طائرات طائرة بدون طيار مسلحة فوق مدينة بغداد لحماية 180 مستشاراً عسكرياً أمريكياً موجودين في المدينة. كما بدأت القوات الأمريكية بتسير طائرات مقاتلة في الأجواء العراقية لأجل جمع المعلومات.
أبتدائاً من 29-30 يونيو/ حزيران 2014 زادت الولايات المتحدة عدد جنودها من 180 إلى 480 جندي لمنع مقاتلي داعش من السيطرة على مطار بغداد الدولي، والذي قالت عنه الولايات المتحدة أنه سيكون مهماً لأي عملية إخلاء للأمريكين الموجودين في بغداد، ولحماية المواطنيين والممتلكات الأمريكية.
في تموز/يوليو 2014 أعلن الرئيس أوباما أنه وبسبب العنف المستمر في العراق والنفوذ المتزايد للجماعات المسلحة مثل داعش فإن الولايات المتحدة سترفع التزامها الأمني في المنطقة. ولقد بلغ مجموع أفراد القوات الأمريكية في العراق 800 جندي تقريباً، وهم يحرسون المنشآت الأمريكية مثل السفارة الأمريكية في بغداد ومقر القنصلية الأمريكية في محافظة أربيل ومطار بغداد الدولي.
في 13 تموز/ يوليو استنتج تقرير سري أمريكي إلى إن العديد من الوحدات العسكرية العراقية مخترقة بعمق من قبل متعاونيين مع الجماعات الأرهابية أو من قبل المجموعات الخاصة المدعومة من إيران. مما يهدد حياة المستشارين العسكريين الأمريكيين في العراق.
في 5 آب/ أغسطس بدأت القوات الأمريكية تقديم المساعدة والمشورة لقوات الأمن العراقية في مواجهتها لتنظيم داعش والحالة المعقدة على الأرض.”

## الإسلحة إلى الأكراد والمساعدات الإنسانية للمدنيين
في أوائل شهر آب/أغسطس 2014 أطلق تنظيم داعش هجوماً جديداً أستهدف المناطق المتنازع عليها في محافظة نينوى وفي يوم 3 آب /أغسطس أستولى مقاتلوا تنظيم داعش على مدن سنجار، ووانة، وزمار. وكرد على هذا الهجوم بدأت الولايات المتحدة يوم 5 آب/ أغسطس شن غاراتها الجوية على تنظيم داعش.
في 7 آب/ أغسطس أخترق مقاتلوا داعش الدفاعات الكردية وتقهقرت القوات الكردية من مدينة قرة قوش التي تقع على بعد 60 كلم غرب مدينة أربيل عاصمة كردستان العراق حيث يوجد مقر القنصلية الأمريكية هناك إضافة إلى وجود مركز عمليات مشتركة مع الجيش العراقي، وأدت محاصرة المنطقة من قبل مسلحي داعش إلى نزوح المدنيين من الأقلية اليزيدية إلى جبل سنجار.
ولقد صرح الرئيس أوباما ((هذه العائلات تواجه خيارين: أما النزول ليذبحوا أو يبقون ليموتوا ببطء من الجوع.
في نفس اليوم أسقطت الطائرات الأمريكية الماء والطعام على المدنيين الهاربين من مقاتلي تنظيم داعش.
أعلن تنظيم داعش نيته لذبح اليزيدية الهاربين إلى جبل سنجار والعالقين هناك.

### التخويل باستخدام القوى
بحلول مساء 7 آب/ أغسطس أعطى الرئيس باراك أوباما خطاباً حياً إلى الأمة، شرح فيه الحالة المتدهورة في العراق وقال فيهِ إن اضطهاد تنظيم داعش وتهديه بإبادة الأقلية اليزيدية في شمال العراق أقنعاه إن استخدام القوة في العراق ضروري. وأضاف أوباما إنه أمر بتنفيذ الغارات الجوية لحماية الدبلوماسين الأمريكين، وحماية المدنيين والعسكريين العاملين في محافظة أربيل، ومنع مجزرة محتملة بحق اليزيدية المحاصرين على جبل سنجار، ولوقف تقدم تنظيم داعش بإتجاه اربيل
حيث تملك أمريكا مقراً للقنصلية ومركز عمليات مشترك مع الجيش العراقي.
يوم الجمعة 8 آب/ أغسطس قصفت طائرات إف 18 وحدات مدفعية تابعة لتنظيم داعش، ولاحقاً قصفت الطائرات الأمريكية أرتال تابعة لتنظيم داعش كانت متجهة إلى محافظة أربيل. وبحلول الظهيرة ضربت الغارات الأمريكية 8 أهداف تابعة لتنظيم داعش قريبة من محافظة أربيل.
وبحلول 8 و9 آب/ أغسطس وسع أوباما أهداف الغارات الجوية لتشمل:(1)حماية الأمريكين في العراق.(2)مساعدة اليزيدين المشردين على جبل سنجار.(3)كسر الحصار عن اليزيدين المحاصرين على قمة جبل سنجار.(4)منع وقوع مجزرة بحق اليزيديين والأقليات الآخرى والتي أعلن تنظيم داعش نيته القيام بها. (5)مساعدة العراقيين على مواجهة تنظيم داعش.

### سد الموصل
أعلنت الولايات المتحدة الأمريكية بالتحول في التركيز نحو تسليح الأكراد بهدف عكس مكاسب داعش.
وفي 16 آب/أغسطس وقعت تسع غارات جوية وفي 17 آب/أغسطس وقعت 14 غارة آخرى.
وفي 16 آب/أغسطس بدأت طائرات بدون طيار وطائرات حربية بتقديم الدعم الجوي لأجل تقديم الدعم للقوات العراقية وقوات البيشمركة الكردية في تقدمها نحو سد الموصل، وأدت العملية إلى استعادة السيطرة على منطقة سد الموصل.

### أيلول سبتمبر
في 8 أيلول/سبتمبر شنت طائرة أف-18 غارات على مواقع داعش قرب سد حديثة الحيوي. وبعد تأمين منطقة السد أستعادت القوات العراقية ناحية بروانة وأعلنت قوات الجيش العراقية أنها قتلت 15 من مقاتلي تنظيم داعش في المعركة. بعد هذا النصر العراقي أعدم داعش الرهينة الأمريكي (ديفيد هانيس).
في 28 أيلول/سبتمبر أوقفت القوات العراقية مسنودة برجال من العشائر وبدعم جوي من طيران التحالف الدولي هجوما لداعش على ناحية عامرية الفلوجة التي تبعد 40 كلم غرب العاصمة العراقية بغداد.
في 30 أيلول/سبتمبر شنت طائرات القوات الأمريكية 11 غارة جوية كما نفذت المملكة المتحدة أول غارتين لهما في العراق، وفي نفس هذا اليوم نفذ طيران التحالف الدولي 11 غارة آخرى في سوريا فبلغ مجموع الغارات على سوريا والعراق 24 غارة وهو أعلى رقم من الغارات ينفذ في يوم واحد منذ أن بدأت الغارات في يوم 8 آب/أغسطس.

### تشرين الأول (أكتوبر)
11 تشرين الأول/أكتوبر تقدم 10,000 مقاتل من داعش من مدينة الموصل وسوريا إلى العاصمة العراقية بغداد. وكادت أن تسقط محافظة الأنبار بالكامل بيد داعش. وطالب أعضاء في مجلس محافظة الأنبار بتدخل قوات برية من الجيش الأمريكي. وفي يوم 12 تشرين الأول/أكتوبر وصلت قوات داعش إلى 25 مسافة كلم من مطار بغداد الدولي. وصرح رئيس الاركان الأمريكية (مارتن ديمسي) إن الولايات المتحدة نشرت طائرات اباتشي هجومية لإبقاء قوات داعش بعيداً عن منطقة المطار.

### تشرين الثاني (نوفمبر)
أعلن الرئيس الأمريكي باراك أوباما أن الوجود البري للجيش الأمريكي في العراق سيزداد إلى الضعف ليبلغ 3000 جندي أمريكي.

## غارة جوية علی القوات العراقية
نفذت قوات التحالف الدولي ومن بينهم القوات الأمريكية عدة عمليات قصف جوي علی القوات العراقية تدعي أنها كانت عمليات «خاطئة» فمن بينها:

### غارة جوية علی الجيش
أعلن مصدر في الجيش العراقي، يوم السبت المصادف ل10 ديسمبر، أن القوات الجوية الأمريكية قصفت الفرقة التاسعة المدرعة، التابعة للقوات العراقية، مما أسفر عن مقتل نحو 90 عسكرياً عراقيا، وجرح أكثر من 100 آخرين. وتدمير ثماني عربات مشاة قتالية من نوع «بي إم بي- 1» وأربع عربات «هامفي».
قيل أن القصف كان «بالخطأ».

### غارة جوية علی الحشد العشائري
نفذت قوات التحالف الدولي غارة جوية أسفرت عن مقتل 21 عنصرا من مقاتلي الحشد العشائري المؤيد للحكومة العراقية حيث كانوا يعدّون العدة لصدّ هجوم لتنظيم الدولة الإسلامية فجر يوم الأربعاء 5 تشرين الأول/ أكتوبر 2016 في منطقة جنوب مدينة الموصل الخاضعة لسيطرتهم.
وبحسب بيان من قوات الحشد العشائري فإن جميع المسؤولين الأمنيين والعسكريين في المنطقة كانوا على علم بوجودهم هناك، وتم التنسيق مع قوات التحالف الدولي.
ويتهم الحشد العشائري قوات التحالف بقصف مواقعه وقتل عناصرهِ بطريق الخطأ في أكثر من مرة دون أن تحرك الحكومة العراقية ساكن.

### عمليات قصف سابقة علی الحشد الشعبي والجيش
إن عملية القصف الجوي لقوات الحشد الشعبي والحشد العشائري والقوات الأمنية الأخرى ظاهرة تتكرر عدة مرات في معارك سابقة بين هذه القوات وعناصر داعش وحلفائهم، وذهب ضحيتها أعداد كبيرة، من بينها قصف الجيش العراقي في منطقة الكرمة مطلع عام 2016م، وأدى ذلك إلى مقتل أكثر من 50 منتسبا في الجيش العراقي، كما تم القصف لعناصر من الحشد الشعبي أيضا في منطقة بيجي وحزام بغداد ومنطقة نهر العظيم في أوقات سابقة من عام 2015، ويؤكد شهود عيان من الحشد الشعبي والجيش والشرطة الاتحادية أن أغلب عمليات القصف الجوي التي نفذتها مقاتلات التحالف الدولي بقيادة أمريكا كانت متعمدة.

## دول تدعم العراق من خارج التحالف
لم تشارك دول مثل روسيا في التحالف الدولي ضد داعش رغم أنه ثاني مصدر أسلحة للعراق.كما إن إيران لم تشارك في التحالف رغم دورها الأساسي في محاربة داعش في العراق، ((اقرأ التدخل الإيراني في العراق 2014))، بالإضافة إلى إن سوريا هي التي شنت غارات جوية على مواقع داعش في محافظتي الأنبار ونينوى.

## نهاية داعش في العراق 2017
في يوم 9 ديسمبر 2017 الموافق 21 ربيع الأول 1439 هـ أعلن رئيس الوزراء العراقي حيدر العبادي سيطرة قواته «بشكل كامل» على الحدود السورية العراقية، مؤكدا «انتهاء الحرب» ضد تنظيم داعش بعد نحو عام من انطلاق العمليات العسكرية من الموصل في شمال العراق.

## معرض الصور

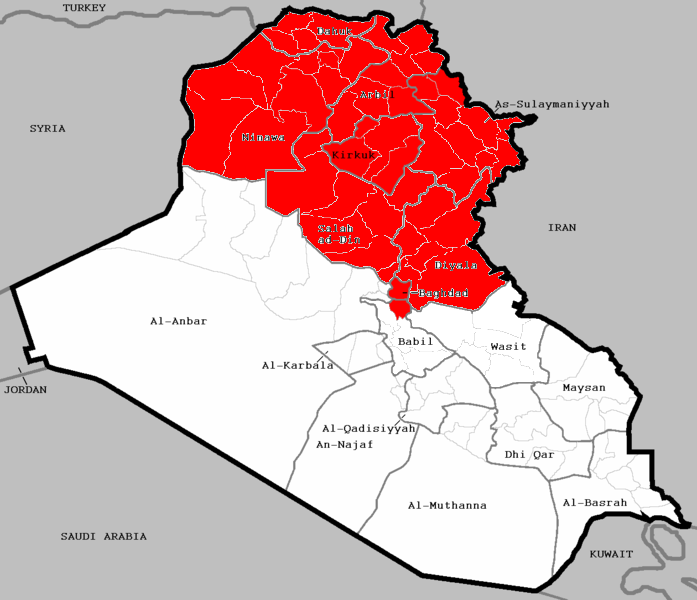
الغارات الجوية الأمريكية على مواقع تنظيم داعش في 16 ايلول سبتمبر.
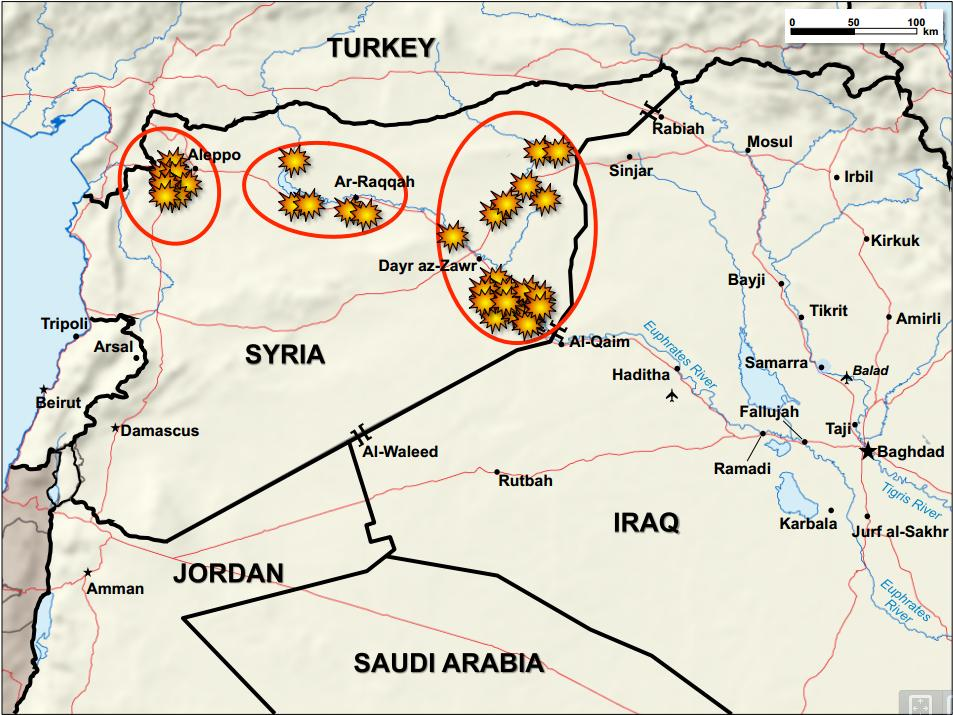
غارات التحالف الدولي على مواقع تنظيم داعش في العراق وسوريا.
- الرئيس اوباما يلقي بخطاب عن العراق والتعامل مع تنظيم داعس في 7 اب
- طائرة اف-18 تدمر مدفع هاون لتنظيم داعش 8 اب

## اقرأ أيضاً
- المؤتمرات الدولية للسلام والأمن في العراق 2014
- التحالف الرباعي